# Daniele Sette
 (décembre 2022).
 (décembre 2022).
La mise en forme du texte ne suit pas les recommandations de Wikipédia : il faut le « wikifier ».
Les points d'amélioration suivants sont les cas les plus fréquents. Le détail des points à revoir est peut-être précisé sur la page de discussion.
- Les titres sont pré-formatés par le logiciel. Ils ne sont ni en capitales, ni en gras.
- Le texte ne doit pas être écrit en capitales (les noms de famille non plus), ni en gras, ni en italique, ni en « petit »…
- Le gras n'est utilisé que pour surligner le titre de l'article dans l'introduction, une seule fois.
- L'italique est rarement utilisé : mots en langue étrangère, titres d'œuvres, noms de bateaux, etc.
- Les citations ne sont pas en italique mais en corps de texte normal. Elles sont entourées par des guillemets français : « et ».
- Les listes à puces sont à éviter, des paragraphes rédigés étant largement préférés. Les tableaux sont à réserver à la présentation de données structurées (résultats, etc.).
- Les appels de note de bas de page (petits chiffres en exposant, introduits par l'outil «  Source ») sont à placer entre la fin de phrase et le point final[comme ça].
- Les liens internes (vers d'autres articles de Wikipédia) sont à choisir avec parcimonie. Créez des liens vers des articles approfondissant le sujet. Les termes génériques sans rapport avec le sujet sont à éviter, ainsi que les répétitions de liens vers un même terme.
- Les liens externes sont à placer uniquement dans une section « Liens externes », à la fin de l'article. Ces liens sont à choisir avec parcimonie suivant les règles définies. Si un lien sert de source à l'article, son insertion dans le texte est à faire par les notes de bas de page.
- La présentation des références doit suivre les conventions bibliographiques. Il est recommandé d'utiliser les modèles {{Ouvrage}}, {{Chapitre}}, {{Article}}, {{Lien web}} et/ou {{Bibliographie}}. Le mode d'édition visuel peut mettre en forme automatiquement les références.
- Insérer une infobox (cadre d'informations à droite) n'est pas obligatoire pour parachever la mise en page.

Pour une aide détaillée, merci de consulter Aide:Wikification.
Si vous pensez que ces points ont été résolus, vous pouvez retirer ce bandeau et améliorer la mise en forme d'un autre article.
Daniele Sette, né le 28 février 1992 à Samedan (dans le canton des Grisons), est un  skieur alpin suisse spécialisé en slalom géant.
Il ne remporte ses premiers points en Coupe de Monde qu'en janvier 2020, à un peu moins de 28 ans. Il est vice-champion de Suisse de géant en 2021.
Il est connu pour avoir fait une grande partie de sa carrière en dehors des cadres de Swiss-Ski, devant ainsi assumer lui-même tous les frais.

## Biographie
Daniele Sette grandit à Saint-Moritz. Ses parents sont originaires d'Italie et il possède lui-même un passeport italien en plus de son passeport suisse. Il est le fils d'un professeur de tennis italien.
Il fait ses études au gymnase sportif de Davos, où il passe sa maturité en 2012.

### Les débuts
Il prend pour la première fois le départ d'une course FIS le 28 novembre 2007 lors du géant de Livigno et est éliminé dès la première manche.
Il monte pour la première fois sur un podium FIS lors du Super G de Bormio en février 2012. Depuis[Jusqu'à quand ?], il l'a fait 12 fois de plus mais uniquement lors de géants. Pour sa première victoire, il s'impose lors du géant du championnat du Liechtenstein en février 2013 et prend la deuxième place du géant FIS de Wangs/Pizol trois jours plus tard. Régulièrement dans le top20 au niveau FIS en géant et en slalom, et même 8ème du Super combiné de Zinal en avril, il n'est pourtant toujours pas intégré dans les différents cadres par Swiss-Ski à l'issue de la saison 2013,.

### Saison 2013-2014
Il décide alors de partir durant tout l'été 2013 s'entraîner en Nouvelle-Zélande et de participer à des compétitions de l'Australia New Zealand Cup. Il termine fréquemment (9 fois) dans le top10 et remporte même le géant de Cardrona. À son retour en Suisse, il enchaîne directement avec la saison européenne et obtient quelques top10 lors de courses FIS, notamment une 2ème place à Brigels. En janvier 2014, il reçoit alors sa première convocation en Coupe du monde pour prendre part au géant d'Adelboden et prend ensuite le départ de quelques courses en Coupe d'Europe mais sans grand succès. Il retourne alors sur le circuit FIS où il finit souvent dans le top20, voire dans le top10 comme lors du Super G de Bormio ou le géant de Alt St-Johann.

### Saison 2014-2015
À l'automne 2014, il est victime d'une grave blessure au genou qui le tient éloigné des pistes presque toute la saison. Il fait son retour en février 2015 et réalise deux bonnes courses à Sunne[réf. nécessaire].

### Saison 2015-2016
Il se blesse à la cheville (déchirure du ligament syndesmotique) pendant l'entraînement au cours de l'été 2015, ce qui perturbe complètement sa préparation et va le faire souffrir durant tout l'hiver. Il décide alors de retourner en Nouvelle-Zélande pour reprendre la compétition dès l'automne[réf. nécessaire]. De retour en Europe, sa fin d'année est notamment marquée par une 7ème place en géant chez lui à St-Moritz. L'année 2016 débute avec des résultats de plus en plus positifs, presque toujours dans le top20 et souvent dans le top10, il décroche même la 8ème place du combiné FIS de Bormio. Il dispute les championnats de Suisse, obtenant la 7ème place en slalom et en géant. Il s'aligne ensuite dans des courses dans le cadre des championnats du Liechtenstein, d'Autriche et d'Allemagne, comme le font souvent les coureurs suisses et autrichiens. Cette fin de saison est surtout marquée par sa première victoire FIS lors du géant de Meiringen le 18 mars 2016 à laquelle s'ajoute une 4ème place au géant de Prato Nevoso en avril.

### Saison 2016-2017
Il commence la saison 2017 avec trois podiums en géant FIS : 2ème et 3ème à Pfelders et victorieux à Arosa. Il est victime d'une grave blessure[Quand ?] au bras lors d'une chute : une carre de son ski lui sectionne le nerf ulnaire, ce qui lui fait perdre la sensibilité de deux doigts ainsi que de la force et de la mobilité de la main gauche. De retour sur le circuit FIS quelques jours avant le début des Mondiaux, sans plus aucune chance d'être sélectionné[réf. nécessaire], il réussit quelques top10 d'ici la fin de saison

### Saison 2017-2018
- Si vous ne connaissez pas le sujet, laissez ce bandeau (vous pouvez alors contacter les auteurs).
- Si vous supprimez le contenu mis en cause (vous pouvez préalablement contacter les auteurs),

argumentez précisément cette suppression dans la page de discussion
(un manque de référence n'est pas un argument ; une recherche réelle de référence doit avoir été effectuée, être formellement documentée).
Toujours sans équipe fixe ni entraîneur attitré, il n'obtient aucun résultat tant dans une nouvelle expérience en Australian New Zealand Cup en août que dans les épreuves de Nor-Am Cup à Panorama en décembre. Il ne comptabilise qu'un seul top10 avant la fin de l'année, une 9ème place au géant de Veysonnaz en novembre. Début 2018, il termine la plupart de ses courses aux alentours de la 20ème place, à l'exception de sa 10ème place au Super G de Garmisch en janvier et de sa 9ème place au géant de Bruson en février, et connaît même régulièrement l'élimination. Il retrouve cependant des résultats progressivement positifs à partir de la mi-février jusqu'à une 7ème place au géant de Passo San Pellegrino et surtout deux victoires en deux jours dans la station schwytzoise d'Hoch-Ybrig en mars.

### Saison 2018-2019
Au début de la nouvelle saison 2019, il rejoint le Global Racing Team, une structure indépendante qui rassemble des skieurs laissés de côté par les grandes nations du ski. Il passe à nouveau les mois d'août et septembre en Nouvelle-Zélande sur le circuit de l'Australian New Zealand Cup. Il s'y illustre notamment à Mont Hutt en terminant des Super G aux places 3, 4 et 5 mais aussi à Cardrona avec une victoire en géant en septembre suivie d'une 4ème place. Dès le mois de décembre, il marque ses premiers points en Coupe d'Europe, il intègre même le top8 lors du géant de Kronplatz et même le top4 à Courchevel. Juste après une 7ème place au second géant de Coupe d'Europe de la station française, il remporte la victoire au géant FIS de Folgaria, son sixième succès à ce niveau, avant d'être à nouveau bien classé lors des géants d'Oberjoch (5ème et 7ème). En février, il se fracture un os et termine la saison avec des douleurs. Il est finalement neuf fois dans les points en Coupe d'Europe durant la saison.

### Saison 2019-2020
Il apprend durant l'été 2019 qu'il réintègre à 27 ans, pour la première fois depuis 12 ans, les structures de Swiss-ski dans le cadre B. Il monte deux fois sur le podium en Nouvelle-Zélande, à Mount Hotham et Coronet Peak et obtient dès son retour en Europe son premier podium en Coupe d'Europe à l'occasion du géant de Trysil, suivi d'une 6ème place le lendemain. Il retourne alors en Coupe du Monde pour le géant d'Alta Badia en décembre. S'élançant avec le dossard 51, il obtient ses premiers points de Coupe du monde à l'occasion du géant d'Adelboden en janvier 2020 à l'âge de 27 ans sur la Chuenisbärgli, se classant 19ème, seule satisfaction suisse du jour. Durant une saison conclue par une 29ème place au géant Coupe du Monde d'Hinterstoder, il finit à 8 reprises dans les points en Coupe d'Europe, dont 5 top10 et 2 top5.

### Saison 2020-2021
Sa saison débute par la 20ème place du traditionnel géant de Coupe du Monde de Sölden en octobre. Il prend ensuite la 5ème place du géant des championnats de Suisse en novembre. Suivent plusieurs non-qualifications en seconde manche en Coupe du Monde et des résultats mitigés en Coupe d'Europe. 2021 débute avec une 24ème place dans le premier géant d'Adelboden mais il retourne ensuite en Coupe d'Europe. Le 28 février, le jour de son 29e anniversaire, il réussit sa meilleure performance en Coupe du Monde avec la 11ème place au slalom géant de Bansko en réalisant le meilleur temps de la deuxième manche,. Le 28 mars, il devient vice-champion de Suisse de géant, derrière Justin Murisier. Durant la saison, il est entré 3 fois dans les points en Coupe du Monde et 5 fois en Coupe d'Europe. Swiss-Ski décide cependant de le dégrader du cadre B au cadre C.   

### Saison 2021-2022
21ème du géant Coupe du Monde de Sölden, la première épreuve de la saison, il y réalise sa meilleure performance de la saison. Il rentre également dans les points lors des cinq courses suivantes : le parallèle de Zürs et le géant de Val d'Isère, les deux géants d'Alta Badia et le géant d'Adelboden. Dans la station bernoise, il termine 27ème le jour de la victoire de Marco Odermatt. Après une 21ème place en Coupe d'Europe à Reiteralm, il connaît l'élimination ou la non-qualification lors des dernières courses de la saison. En fin de compte, il finit six fois dans les points en Coupe du Monde et une fois en Coupe d'Europe.

## Palmarès

### Coupe du Monde
- Premier départ : 11 janvier 2014, géant d'Adelboden, DNQ1
- Première fois dans les points (top30) : 11 janvier 2020, géant d'Adelboden, 19 ème
- Meilleur résultat : 11ème place, géant de Bansko, 28 février 2021

| Saison/Classement | Général | Général | Géant  | Géant  | Parallèle | Parallèle |
| Saison/Classement | Class.  | Points  | Class. | Points | Class.    | Points    |
| ----------------- | ------- | ------- | ------ | ------ | --------- | --------- |
| 2019-2020         | 135     | 14      | 38     | 14     | -         | -         |
| 2020-2021         | 98      | 42      | 31     | 42     | -         | -         |
| 2021-2022         | 108     | 35      | 30     | 32     | 28        | 3         |

### Coupe d'Europe
- Premier départ : 20 décembre 2012, slalom de Zuoz, DNF1
- Première fois dans les points (top30) : 4 décembre 2018, géant de Funesdalen, 16ème place
- Premier top10 : 17 janvier 2019, géant de Kronplatz, 8ème place

- Meilleur résultat : 3ème place, géant de Trysil, 2 décembre 2019

| Saison/Classement | Général | Général | Géant  | Géant  |
| Saison/Classement | Class.  | Points  | Class. | Points |
| ----------------- | ------- | ------- | ------ | ------ |
| 2012-2013         | -       | -       | -      | -      |
| 2013-2014         | -       | -       | -      | -      |
| 2014-2015         | -       | -       | -      | -      |
| 2015-2016         | -       | -       | -      | -      |
| 2016-2017         | -       | -       | -      | -      |
| 2017-2018         | -       | -       | -      | -      |
| 2018-2019         | 42      | 218     | 12     | 218    |
| 2019-2020         | 26      | 232     | 6      | 232    |
| 2020-2021         | 125     | 41      | 39     | 41     |
| 2021-2022         | 185     | 10      | 60     | 10     |

### Australia New Zealand Cup
- Premier départ : 19 août 2013, géant de Coronet Peak, 4ème
- Meilleur résultat : victoire, géant de Cardrona, 9 septembre 2013
- 4 podiums, 1 victoire
- 1er du classement du géant 2014

| Saison/Classement | Général | Général | Géant  | Géant  | Super G | Super G |
| Saison/Classement | Class.  | Points  | Class. | Points | Class.  | Points  |
| ----------------- | ------- | ------- | ------ | ------ | ------- | ------- |
| 2014              | 15e     | 150     | 1er    | 150    | -       | -       |
| 2016              | 48e     | 25      | 34e    | 25     | -       | -       |
| 2018              | 68e     | 4       | 47e    | 4      | -       | -       |
| 2019              | 14e     | 160     | 19e    | 55     | 4e      | 105     |
| 2020              | 11e     | 178     | 3e     | 178    | -       | -       |

### Championnats de Suisse
Vice-champion de géant 2021